# Amazon (band)
Amazon is een Braziliaanse heavymetalband afkomstig uit Valinhos. Deze plaats is op ongeveer 80 kilometer gelegen van São Paulo. De band werd in 2002 geformeerd door zangeres Sabrina Todt en gitarist Renato Angelo, die voorheen ook speelde in bands als Counterparts en Mighty Athena. Bassist Danilo Angelo en drummer Marcos Frassão volgden later.
Amazon heeft tot nu toe de single While There Is Time, een promotionele uitgave en een studio opnamevan het album Victoria Regia uitgebracht. Daarnaast nog een dvd Ao Vivo em São Paulo (Live in São Paulo) opgenomen op 5 december 2005 tijdens een gezamenlijk optreden met de band Nightwish

## Discografie
- While There Is Time (single) (2002) (Renato Angelo / Sabrina Todt)
- Victoria Regia (promotionele uitgave) (2003) (Renato Angelo / Sabrina Todt)
- Victoria Regia (album) (2005) (Renato Angelo / Sabina Todt / Danilo Angelo / Marcos Frassão)
- Ao Vivo em São Paulo (Live In São Paulo) (dvd) (2005) (Renato Angelo / Sabrina Todt / Danilo Angelo / Alan Paes)
- Rise! (album) (2015)

## Samenstelling
- Renato Angelo (gitaar) (2002 - heden)
- Sabrina Todt (zanger) (2002 - heden)
- Danilo Angelo (Basgitaar) (2003 - heden)
- Marcos Frassão (drums) (2003 - 2004; 2005 - heden)